# Casekow
Casekow település Németországban, azon belül Brandenburgban. Lakosainak száma 1841 fő (2023. december 31.). Casekow Passow, Schwedt/Oder, Gramzow és Zichow községekkel határos.

## Népesség
A település népességének változása:
| Lakosok száma | 1890 | 1918 | 1824 | 1869 | 1841 |
|               | 2017 | 2019 | 2021 | 2022 | 2023 |